# Passo dei Due Santi
Il passo dei Due Santi, precedentemente chiamato passo del Faggio Crociato, è un valico a 1392 m s.l.m. dell'Appennino parmense, che collega il territorio di Albareto a quello di Zeri, ossia la provincia di Parma a quella di Massa Carrara.
Il nome si fa risalire a due statue della Beata Vergine Maria e di Sant'Antonio di Padova erette nella zona.
In prossimità del passo si trova la stazione sciistica di Zum Zeri-Passo dei Due Santi.